# Lluna negra
El terme lluna negra es refereix a una lluna nova addicional que apareix en un mes o en una temporada. També pot referir-se a l'absència de lluna plena o de lluna nova en un mes. 

## Definicions, freqüència, dates

### Mes amb dues llunes noves
Un dels usos del terme és l’aparició d’una segona lluna nova en un mes natural. Això és anàleg a la definició mensual d’una lluna blava com la segona lluna plena d’un mes. El febrer és massa curt perquè es produeixi una segona lluna nova. Aquest esdeveniment es produeix aproximadament cada vint-i-nou mesos.
L’assignació d’una data del calendari a una lluna nova i en quin mes es produeix una segona lluna nova, depèn de la zona horària. Per exemple, la lluna nova del 01-10-2016T00: 11 UTC es produeix l'1 d'octubre a Europa, Àsia i Oceania, cosa que la converteix en la primera de les dues llunes noves a l'octubre. No obstant això, per a les Amèriques, la data encara és el 30 de setembre, cosa que converteix aquesta en la segona lluna nova de setembre.
Calculat en UTC, les instàncies d’una segona lluna nova en un mes natural entre el 2010 i el 2020 són:
- 2011-07-30
- 2014-01-30
- 2014-03-30
- 2016-10-30
- 2019-08-30

### Estació amb quatre llunes noves
Un altre ús del terme és la tercera lluna nova d’una temporada que té quatre llunes noves. Això és anàleg a la definició de l’almanac dels agricultors d’una lluna blava com la tercera lluna plena d’una temporada amb quatre llunes plenes. Una temporada dura uns tres mesos i sol tenir tres llunes noves. Aquest esdeveniment es produeix aproximadament cada trenta-tres mesos.
En aquesta definició no hi ha dependència de zones horàries, ja que les estacions estan lligades al solstici d’hivern. Les instàncies de quatre llunes noves en una temporada són:
- 20/05/2012
- 18/02/2015
- 21-08-2017
- 22/05/2020 o 19/08/2020. Això depèn de la definició exacta de les estacions: si es considera que l'estiu del nord comença al solstici de juny, la lluna nova del 21-06-2020 es produeix a l'estiu del nord. Si les estacions es defineixen en quarts d’anys tropicals a partir del solstici de desembre, la lluna nova del 21-06-2020 es produeix al nord de la primavera.

### Mes sense lluna plena
Un altre ús del terme és l'absència de la lluna plena d'un mes natural. Això només es pot produir al febrer; passa aproximadament cada 19 anys. Quan el febrer no té lluna plena, el gener o el desembre precedents i el següent març o abril tenen dues llunes plenes.
Igual que amb el cas de dues llunes noves en un mes, si es produeix una lluna negra per aquesta definició depèn de la zona horària. Calculades en UTC, les instàncies d’un mes sense lluna plena entre 1990 i 2040 són:
- Febrer 1999
- Febrer 2018
- Febrer 2037

### Mes sense lluna nova
Un altre ús del terme és per l'absència de la lluna nova en un mes de calendari. Això pot ocórrer només el mes de febrer; passa sobre cada 19 anys. Quan el febrer és sense lluna nova, llavors el gener de precedir o desembre i el març següent o abril tenen dues llunes noves.
Igual que amb el cas de dues llunes noves en un mes, si es produeix una lluna negra per aquesta definició depèn de la zona horària. Calculat en UTC, les instàncies d’un mes sense lluna nova entre 1990 i 2040 són:
- Febrer 1995
- Febrer 2014
- Febrer 2033

## Paganisme
En alguns aspectes del paganisme, particularment entre els wiccanes, es considera que la lluna negra és un moment especial en què es considera que els rituals, encanteris o altres treballs són més poderosos i eficaços. Altres creuen que els rituals o el funcionament no s'han de dur a terme en aquests moments.

## Crítica a la terminologia
- El terme lluna negra no s'estableix formalment en astronomia i s'utilitza en el millor dels casos en la popularització de l’astronomia.[1]
- No hi ha una definició única del terme lluna negra .
- La lluna nova no es pot observar.[3][4][6]
- La manca d’una lluna nova o plena al febrer només es pot assignar al mes, no a cap data concreta; com a tal, tampoc no es pot observar.
- L'esdeveniment d’una lluna negra és un artefacte de com el calendari gregorià o les estacions es relacionen amb les lunacions. No hi ha diferències físiques ni geomètriques entre una lluna negra i altres casos de lluna nova.